# Space Cadet (película)
Space Cadet es una película de comedia estadounidense de 2024 dirigida por Liz W. García y protagonizada por Emma Roberts.

## Sinopsis
Rex Simpson es una fiestera de Florida que sueña con convertirse en astronauta. Una solicitud falsificada la lleva a entrenar como astronauta con otros candidatos.

## Reparto
- Emma Roberts como Rex Simpson
- Tom Hopper como Logan O'Leary
- Poppy Liu como Nadine Cai
- Gabrielle Union como Pam Proctor
- Kuhoo Verma como Violet Marie Vislawski
- Desi Lydic como la Dra. Stacy Kellogg
- Sebastián Yatra como Toddrick Spencer
- Sam Robards como Calvin Simpson
- Dave Foley como Rudolph Bolton
- Yasha Jackson como Grace Jackson
- Andrew Call como el Capitán Jack Mancini
- Josephine Huang como Miriam Osprey
- Troy Iwata como Hector Kaneko
- Tomas Matos como Johnny
- Fergie L. Philippe como Bingo
- Alli Brown como Paris

## Producción
La fotografía principal se llevó a cabo en Nueva Jersey de agosto a octubre de 2022. Union Beach reemplazó a Cocoa Beach. El tiroteo tuvo lugar en el complejo Bell Labs Holmdel, el aeropuerto del condado de Essex y el centro espacial y de cohetes de EE. UU.

## Estreno
La película fue estrenada por Amazon MGM Studios a través de su servicio de streaming Prime Video el 4 de julio de 2024.

## Recepción
Space Cadet recibió reseñas generalmente negativas de parte de la crítica y de la audiencia. En el sitio web agregador de reseñas Rotten Tomatoes, la película posee una aprobación de 27%, basada en 30 reseñas, con una calificación de 3.8/10, y con un consenso crítico que dice: "A pesar de la entusiasta actuación de Emma Roberts, Space Cadet nunca logra despegar y fracasa en la escuela de la comedia de alto concepto." De parte de la audiencia tiene una aprobación de 32%, basada en más de 100 votos, con una calificación de 2.4/5.
El sitio web Metacritic le dio a la película una puntuación de 40 de 100, basada en 10 reseñas, indicando "reseñas mixtas o promedio". En el sitio IMDb los usuarios le asignaron una calificación de 4.9/10, sobre la base de más de 7600 votos, mientras que en la página web FilmAffinity la cinta tiene una calificación de 3.8/10, basada en 505 votos.